# Seneca (Illinois)
Seneca è un villaggio degli Stati Uniti d'America, situato nello Stato dell'Illinois, diviso tra la contea di LaSalle e la contea di Grundy.